# رسول نجفی (بازیکن والیبال)
رسول نجفی (متولد ۱۰ مهر ۱۳۷۰ در ورزقان) بازیکن والیبال اهل ایران، عضو باشگاه وزارت دفاع و تیم ملی ب والیبال ایران است